# Самозвановка (посёлок станции)
Самозвановка — поселок станции в Плавском районе Тульской области в составе Молочно-Дворского сельского поселения

## География
Деревня находится в юго-западной части Тульской области на расстоянии приблизительно 8 км на юг-юго-запад по прямой от города Плавск, административного центра района у железнодорожной линии Тула-Орёл.

## История
Станция была открыта в 1868 году (ныне остановочный пункт). В 1926 году здесь было учтено 10 дворов.

## Население
Постоянное население составляло 33 человека (1926 год), 16 (русские 100 %) в 2002 году, 1 в 2010.